# Sven Selånger
Sven Selånger, właściwie Sven Ivan Eriksson (ur. 19 marca 1907 w Selånger, zm. 9 listopada 1992 w Sundsvall) – szwedzki skoczek narciarski i dwuboista, srebrny medalista olimpijski oraz czterokrotny medalista mistrzostw świata w narciarstwie klasycznym.

## Przebieg kariery
Uczestniczył w zawodach w latach 20. i 30. XX wieku reprezentując klub Selånger Skidklubb. W 1928 wystartował na igrzyskach olimpijskich w Sankt Moritz, zajmując 31. miejsce w skokach oraz szóste w kombinacji norweskiej. Cztery lata później, podczas igrzysk olimpijskich w Lake Placid był odpowiednio piąty i czwarty. W konkursie skoków był trzeci po pierwszej kolejce, jednakże w drugiej dał się wyprzedzić Kåre Walbergowi o zaledwie 0,6 punktu. W 1936 Selånger zdobył srebrny medal w skokach na igrzyskach olimpijskich w Garmisch-Partenkirchen, ustępując jedynie Birgerowi Ruudowi.
Swoje pierwsze międzynarodowe trofeum zdobył w 1931 podczas mistrzostw świata w Oberhofie, gdzie zdobył brązowy medal w skokach, ulegając jedynie Birgerowi Ruudowi oraz Fritzowi Kaufmannowi. Dwa lata później, na mistrzostwach w Innsbrucku zdobył złoty medal w kombinacji oraz ponownie brązowy w skokach. Tym razem wyprzedzili go Marcel Reymond oraz Rudolf Burkert. Mistrzostwa świata w Sollefteå w 1934 przyniosły mu kolejny brązowy medal w skokach. Były to pierwsze mistrzostwa świata rozgrywane w Szwecji. Selångera wyprzedzili Birger Ruud oraz Arne Hovde. Były to zarazem ostatnie mistrzostwa świata na których startował Selånger.
Jako pierwszy zawodnik spoza Norwegii wygrał zawody w skokach narciarskich podczas Holmenkollen ski festival. Również jako pierwszy obcokrajowiec otrzymał w 1939 medal Holmenkollen wraz z dwoma Norwegami: Larsem Bergendahlem i Trygve Brodahlem. W tym samym roku zdobył też Svenska Dagbladets guldmedalj, największą nagrodę dla zawodnika ze Szwecji.
Brał udział w zawodach jako Sven Eriksson do 1936. Później zmienił nazwisko na Selånger (od nazwy miejscowości, z której pochodził), gdyż wielu Szwedów miało na nazwisko Eriksson.

## Osiągnięcia w skokach narciarskich

### Igrzyska olimpijskie
| Miejsce | Dzień     | Rok  | Miejscowość            | Konkurs                         | Wynik      | Strata     | Zwycięzca    |
| ------- | --------- | ---- | ---------------------- | ------------------------------- | ---------- | ---------- | ------------ |
| 31.     | 18 lutego | 1928 | Sankt Moritz           | Skocznia normalna indywidualnie | 11.500 pkt | -7.708 pkt | Alf Andersen |
| 4.      | 12 lutego | 1932 | Lake Placid            | Skocznia normalna indywidualnie | 218.9 pkt  | -9.2 pkt   | Birger Ruud  |
| 2.      | 16 lutego | 1936 | Garmisch-Partenkirchen | Skocznia normalna indywidualnie | 230.5 pkt  | -1.5 pkt   | Birger Ruud  |

### Mistrzostwa świata
| Miejsce | Dzień     | Rok  | Miejscowość | Konkurs                         | Wynik     | Strata    | Zwycięzca          |
| ------- | --------- | ---- | ----------- | ------------------------------- | --------- | --------- | ------------------ |
| 3.      | 13 lutego | 1931 | Oberhof     | Skocznia normalna indywidualnie | 227,5 pkt | -8,5 pkt  | Birger Ruud        |
| 3.      | 8 lutego  | 1933 | Innsbruck   | Skocznia normalna indywidualnie | 210,9 pkt | -13,1 pkt | Marcel Reymond     |
| 3.      | 20 lutego | 1934 | Sollefteå   | Skocznia normalna indywidualnie | 223,1 pkt | -5,4 pkt  | Kristian Johansson |

## Osiągnięcia w kombinacji norweskiej

### Igrzyska olimpijskie
| Miejsce | Dzień     | Rok  | Miejscowość  | Konkurencja   | Wynik      | Strata     | Zwycięzca            |
| ------- | --------- | ---- | ------------ | ------------- | ---------- | ---------- | -------------------- |
| 6.      | 18 lutego | 1928 | Sankt Moritz | Indywidualnie | 14.593 pkt | -3.240 pkt | Johan Grøttumsbråten |
| 5.      | 11 lutego | 1932 | Lake Placid  | Indywidualnie | 402.30 pkt | -43.70 pkt | Johan Grøttumsbråten |

### Mistrzostwa świata
| Miejsce | Dzień    | Rok  | Miejscowość | Konkurencja   | Czas biegu | Strata | Zwycięzca |
| ------- | -------- | ---- | ----------- | ------------- | ---------- | ------ | --------- |
| 1.      | 8 lutego | 1933 | Innsbruck   | Indywidualnie | 454.1 pkt  | -      | -         |